# Đặng Trần Chỉnh
Đặng Trần Chỉnh (sinh năm 1963 tại Nha Trang) là một cựu cầu thủ bóng đá người Việt Nam. Sau đó theo gia đình di tản vào Sài Gòn từ sau năm 1975. Ông là cầu thủ nổi bật của đội CLB bóng đá Cảng Sài Gòn, và được xem là người có đóng góp lớn đối với bóng đá TP.HCM trong suốt hơn 20 năm. Tên tuối ông gắn liền với đội Cảng Sài Gòn những năm 80 và 90 của thế kỉ 20, cùng thời với ông còn có Trương Văn Dưỡng, Hà Vương Ngầu Nại, Lư Đình Tuấn,.... Ông cũng là một trong những nhân tố của đội tuyển Việt Nam những năm 90. Năm 2003 ông được bổ nhiệm làm Huấn luyện viên đội Cảng Sài Gòn thay cho Phạm Huỳnh Tam Lang sau khi đội đã rớt hạng, và chỉ sau một năm dưới sự cầm lái của ông, đội đã giành quyền trở lại giải vô địch quốc gia. Đến giữa mùa giải 2007 ông từ chức vì lý do sức khỏe. Năm 2008 ông đến Bình Dương với việc đào tạo trẻ và sau đó được bổ nhiệm làm giám đốc kĩ thuật đội TDC Bình Dương. Cuối năm 2009 ông trở về Thành phố Hồ Chí Minh và dẫn dắt đội thời gian ngắn khi đội Thành phố Hồ Chí Minh rớt hạng và chưa tìm được hlv. Ngày 13/4/2010 ông được bổ nhiệm làm hlv đội Becamex Bình Dương sau khi sa thải ông Mai Đức Chung nhưng sau đó mất việc vào tháng 7.2010. Năm 2011 ông 1 lần nữa ngồi vào chiếc ghế nóng tại sân Gò Đậu để thay thế Ricardo Formoshinho và giúp Becamex Bình Dương kết thúc V-League 2011 với vị trí thứ 6.

## Câu nói nổi tiếng
- Ghế huấn luyện viên có 4 chân, cầu thủ nắm 3 chân